# Laudi
Laudi eller laude (singular: lauda) är en genre av andliga körsånger för lekmän som uppkom i Florens under 1200-talet. Laudi gav sedermera upphov till oratoriet. En typisk lauda är enstämmig och monodisk.
Franciskus av Assisi gav upphov till genren laudi genom att tillåta lekmän att framföra lovsånger. Därmed uppstod en folkrörelse bland framför allt franciskanerna som sjöng sådana körverk, vid andakter i hemmen, vid processioner och pilgrimsfärder. Särskilda sällskap eller sångargillen för laudi bildades, de så kallade compagnie de laudesi, vilka som regel framförde dessa laudi med brinnande ljus i händerna. Musikgenrens uppkomst brukar också sättas i samband med trubadurdiktningen och minnesången. 
Flagellanterna spred sedan laudi till Tyskland, Skandinavien, Polen och England; i Tyskland blev dessa flagellantsånger kända under namnet Geisslerlieder. Under Savonarolas regering av Florens var laudi den enda musikgenre som var tillåten för lekmän. Josquin des Prez byggde flera av sina motetter och mässor på laudi. Några kända kompositörer av laudi är Jacopone da Todi, Agostino Manni (1548-1618), Giovanni Animuccia (omkring 1514-1571), Francisco Soto (omkring 1534-1619) och Giovanni Giovenale Ancina (1545-1608).
Till en början förekom laudi endast enstämmiga. Flerstämmiga laudi började så småningom (runt 1500-talet) förekomma, men då snarast i dialogformer, och när generalbasen etablerat sig i andra genrer förblev laudin monodisk. Laudi var fortfarande en högst levande musikgenre under 1800-talet.